# 標茶テレビ中継局
標茶テレビ中継局（しべちゃテレビちゅうけいきょく）は、2011年7月24日まで北海道川上郡標茶町に置かれていたテレビ放送の中継局。ここでは、標茶ルルランテレビ中継局についても併せて記述する。

## 標茶テレビ中継局

### アナログテレビ放送
| チャンネル 番号 | 放送局名             | 空中線 電力       | ERP               | 偏波面   | 放送対象地域 | 放送区域 内世帯数 | 運用開始日      |
| --------------- | -------------------- | ----------------- | ----------------- | -------- | ------------ | ----------------- | --------------- |
| 49              | NHK 釧路教育         | 映像30W/ 音声7.5W | 映像310W/ 音声79W | 水平偏波 | 全国         | -                 | 1969年 6月5日   |
| 51              | NHK 釧路総合         | 映像30W/ 音声7.5W | 映像310W/ 音声77W | 水平偏波 | 釧根圏       | -                 | 1969年 6月5日   |
| 55              | STV 札幌テレビ放送   | 映像30W/ 音声7.5W | 映像330W/ 音声82W | 水平偏波 | 北海道       | -                 | 1971年 10月29日 |
| 57              | HTB 北海道テレビ放送 | 映像30W/ 音声7.5W | 映像320W/ 音声80W | 水平偏波 | 北海道       | -                 | 1973年 11月16日 |

- 所在地： 川上郡標茶町虹別

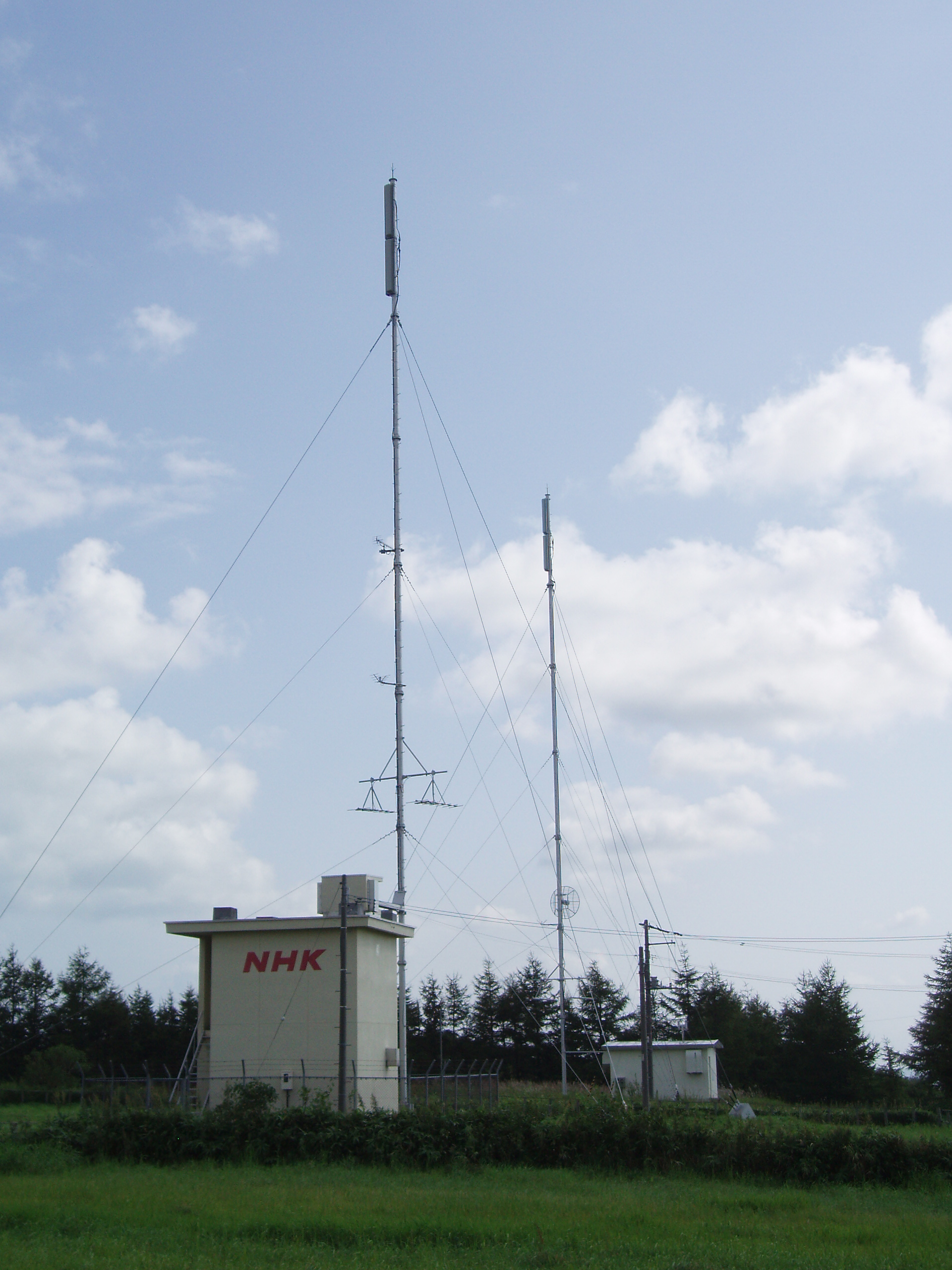
標茶中継局

- 2011年7月24日をもってすべて廃止された。なお、HBC・UHB・TVhにはチャンネルが割り当てられていなかった。
- HBCとUHBは標津郡標津町川北の妹羅山（しゅらやま）にある中標津中継局の電波をダイレクトに受信できた[要出典]。

### デジタルテレビ放送
| リモコン 番号 | 放送局名     | チャンネル 番号 | 空中線 電力 | ERP | 偏波面 | 放送対象地域 | 放送区域 内世帯数 | 運用開始日 |
| ------------- | ------------ | --------------- | ----------- | --- | ------ | ------------ | ----------------- | ---------- |
| 2             | NHK 釧路教育 | 16              | -           | -   | -      | 全国         | -                 | -          |
| 3             | NHK 釧路総合 | 13              | -           | -   | -      | 釧根圏       | -                 | -          |

- 当初はNHKについてデジタル中継局が設置される予定であった[1]が、2009年6月25日にロードマップが変更され[2]、釧路親局や中標津中継局によるカバーとなったため、デジタル中継局は置局不要とされた[3]。

## 標茶ルルランテレビ中継局

### デジタルテレビ放送
| リモコン 番号 | 放送局名             | チャンネル 番号 | 空中線 電力 | ERP  | 偏波面   | 放送対象地域 | 放送区域 内世帯数 | 運用開始日      |
| ------------- | -------------------- | --------------- | ----------- | ---- | -------- | ------------ | ----------------- | --------------- |
| 1             | HBC 北海道放送       | 22              | 300mW       | 2.1W | 水平偏波 | 北海道       | 約2,200世帯       | 2010年 12月10日 |
| 2             | NHK 釧路教育         | 16              | 300mW       | 2.1W | 水平偏波 | 全国         | 約2,200世帯       | 2010年 12月10日 |
| 3             | NHK 釧路総合         | 13              | 300mW       | 2.2W | 水平偏波 | 釧根圏       | 約2,200世帯       | 2010年 12月10日 |
| 5             | STV 札幌テレビ放送   | 14              | 300mW       | 2.1W | 水平偏波 | 北海道       | 約2,200世帯       | 2010年 12月10日 |
| 6             | HTB 北海道テレビ放送 | 18              | 300mW       | 2.1W | 水平偏波 | 北海道       | 約2,200世帯       | 2010年 12月10日 |
| 7             | TVh テレビ北海道     | 24              | 300mW       | 2.1W | 水平偏波 | 北海道       | 約2,200世帯       | 2016年 3月31日  |
| 8             | UHB 北海道文化放送   | 20              | 300mW       | 2.1W | 水平偏波 | 北海道       | 約2,200世帯       | 2010年 12月10日 |

- 所在地： 川上郡標茶町ルルラン
- 放送区域： 標茶町の一部
- 当初、デジタル放送は非該当であったが、標茶町市街地地区と多和地区の一部で、低電界難視聴状況になって2009年6月25日にロードマップが変更され[2]、NHKと民放局の中継局が設置されることとなった。なお開局当初はTVhは視聴できなかったが、2016年1月29日に予備免許交付[5]、2月16日に試験電波発射、3月31日に本免許が交付され、同日本放送を開始した[4]。

### アナログテレビ放送
| チャンネル 番号 | 放送局名     | 空中線 電力       | ERP               | 偏波面   | 放送対象地域 | 放送区域 内世帯数 | 運用開始日     |
| --------------- | ------------ | ----------------- | ----------------- | -------- | ------------ | ----------------- | -------------- |
| 44              | NHK 釧路総合 | 映像3W/ 音声750mW | 映像26W/ 音声6.5W | 水平偏波 | 釧根圏       | -                 | 1972年 11月9日 |
| 46              | NHK 釧路教育 | 映像3W/ 音声750mW | 映像26W/ 音声6.5W | 水平偏波 | 全国         | -                 | 1972年 11月9日 |

- 2011年7月24日をもってすべて廃止された。